# Pale Cream

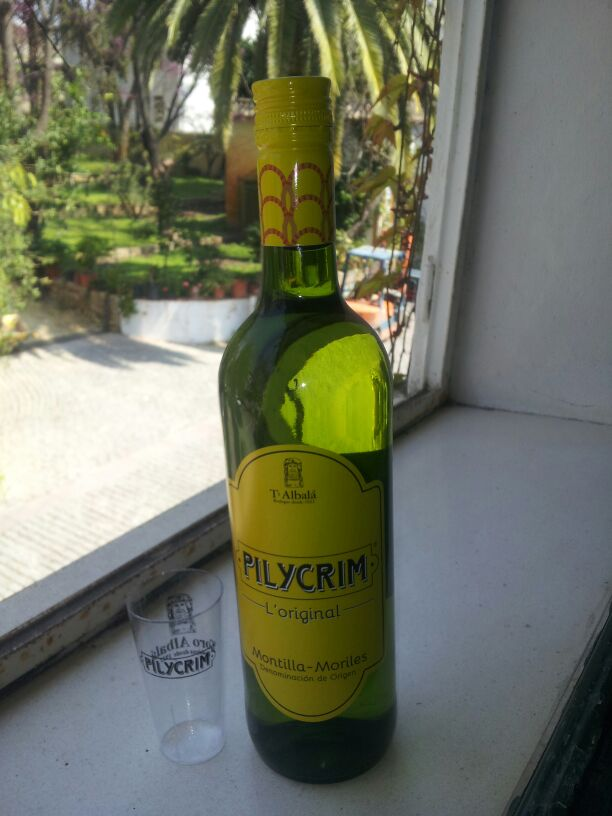
Pale Cream Pilycrim

Der Pale Cream ist ein Likörwein aus den andalusischen Weinbauregionen Marco de Jerez, Montilla-Moriles, Málaga und Condado de Huelva. 
Der Pale Cream mit seiner hellen Goldfarbe hat einen Alkoholgehalt zwischen 15,5 und 22 Volumenprozent und wird aus einer Mischung aus trockenem Wein und süßem Wein hergestellt. Er zählt zu den Likörweinen aus der Gruppe der Olorosos, einer Variante des Sherry. Der Zuckergehalt liegt zwischen 45 und 115 Gramm pro Liter. Die Trauben, die zur Herstellung verwendet werden, stammen von der weißen spanischen Rebsorte Pedro Ximénez. 
Der Likörwein Pale Cream wird besonders zu Vorspeisen, wie den traditionellen Tapas, gereicht und wird in der andalusischen Küche zur Zubereitung von Gänseleber und Pasteten verwendet. Er wird jedoch auch zum Dessert mit frischen Früchten, zum Beispiel Birnen, serviert. Die empfohlene Serviertemperatur liegt zwischen 10 und 12 Grad Celsius.

## Die bekanntesten Hersteller
- Pilycrim (Bodegas Toro Albalá), vor allem in Jaén, Granada, Córdoba und Almería bekannt
- Cartojal (Bodegas Málaga Virgen), der hauptsächlich in der Region Málaga angeboten wird